# Frederick Sanger
Pour les articles homonymes, voir Sanger.
Frederick Sanger (13 août 1918 à Rendcomb, Royaume-Uni, et mort le 19 novembre 2013 à Cambridge) est un biochimiste anglais qui a reçu deux prix Nobel de chimie (en 1958 « pour ses travaux sur la structure des protéines, en particulier celle de l’insuline », et en 1980 pour sa méthode de séquençage de l'ADN). Il est la quatrième personne dans le monde à avoir reçu deux prix Nobel (les trois premiers sont Marie Curie, Linus Pauling et John Bardeen).

## Biographie
Dans les années 1950, il découvre la séquence exacte des acides aminés contenus dans la molécule d'insuline, la structure dite primaire, ce qui lui vaut le prix Nobel de chimie en 1958. Affinant sans cesse les techniques de séquençage élaborées au cours de ses travaux sur l'insuline, il travaille ensuite notamment sur le séquençage de l'ARN, puis, dans les années 70, sur celui de l'ADN. En 1977, Sanger et ses collègues développent à cet effet une méthode de séquençage, qui permet la « lecture » nucléotidique de génomes ou de gènes. Cette méthode porte maintenant son nom : la méthode de Sanger. En 1977, grâce à cette technique, son équipe a identifié la première séquence complète d'un virus, celui du bactériophage ϕX174. En 1980, Walter Gilbert et lui sont colauréats de la moitié du prix Nobel de chimie (l'autre moitié a été remise à Paul Berg, la technique de Gilbert a très vite été oubliée) « pour leurs contributions à la détermination des séquences de base dans les acides nucléiques ».

## Distinctions et récompenses
- Membre de l'ordre du Mérite britannique (OM)
- Membre de l'ordre des compagnons d'honneur (OM - 1981)
- Commandeur de l'ordre de l'Empire britannique (CBE)
- Membre de la Royal Society (FRS)